# APT29
APT29, Cozy Bear, The Dukes та інші назви — кібершпигунське угруповання типу розвиненої сталої загрози, яке діє щонайменше з 2008 року та перебуває на території Російської Федерації. Основну увагу приділяє добуванню інформації, необхідної для ухвалення рішень із зовнішньої політики та оборони. Переважно жертвами угруповання стають уряди західних країн та пов'язані з ними організації: міністерства, агентства, аналітичні центри, виконавці державних замовлень. Також їхніми жертвами ставали уряди країн-членів СНД, Азії, Африки, Близького сходу; організації, пов'язані з чеченськими борцями за незалежність, а також російськомовні продавці наркотиків.
Це угруповання діє під управлінням та в інтересах ФСБ або Служби зовнішньої розвідки РФ.
Різні дослідники та компанії з кібербезпеки давали відмінні назви цьому угрупуванню. Зокрема, з ним пов'язують такі назви: APT29, Office Monkeys, CozyCar, The Dukes, CozyDuke та Grizzly Steppe (в спільних операціях з APT28/Fancy Bear).

## Діяльність
Угруповання має у власному арсеналі широкий набір інструментів зловмисного програмного забезпечення. В середині 2010-х можна було спостерігати здійснення угрупованням масованих операцій адресного фішингу проти сотень (інколи — навіть тисяч) кореспондентів з різних урядових та пов'язаних з ними організацій.
Типова атака складалася з грубого (надто помітного для фахівців з інформаційної безпеки) проникнення до інформаційної системи, стрімкого збирання та викрадення інформації. Якщо виявлялося, що жертва становить особливий інтерес, то угруповання переходило до використання менш помітних інструментів для забезпечення тривалого доступу до враженої інформаційної системи.
На додачу до масованих, угруповання здійснювало операції меншого масштабу, більш зосереджені та з використанням іншого набору інструментів. Жертви цих вузькоспрямованих операцій на час атак перебували в полі зору російського уряду з питань міжнародних відносин та оборони.
Угруповання було дуже чутливим до оприлюднених про нього досліджень і зазвичай змінювало тактику та застосовані інструменти, щоб уникнути виявлення. Однак, попри розголос, угруповання не зупиняло операції.
У надзвичайних випадках угруповання могло здійснювати операції із незміненими інструментами навіть після їх розголошення в спеціалізованих публікаціях та ЗМІ. Таким чином, воно демонструвало свою впевненість у безкарності за скоєні злочини.

### Операція нідерландської контррозвідки
25 січня 2018 року нідерландське видання de Volkskrant та телепередача новин Nieuwsuur оприлюднили інформацію про успішну операцію спільного підрозділу головної служби розвідки і безпеки (нід. Algemene Inlichtingen- en Veiligheidsdienst, AIVD) та військової служби розвідки і безпеки (нід. Militaire Inlichtingen- en Veiligheidsdienst, MIVD) проти угруповання Cozy Bear.
За даними журналістів, нідерландським розвідникам вдалось отримати несанкційований доступ до інформаційних мереж угруповання Cozy Bear влітку 2014 року, ймовірно, до збиття літака рейсу MH17. Окрім доступу до комп'ютерних мереж нідерландські розвідники здобули доступ до встановленої неподалік вебкамери, завдяки чому вони змогли не лише стежити за діяльністю угруповання, а й відзняти обличчя його членів.
Згідно оприлюднених даних, робочий офіс угруповання розташовувався в будівлі університету неподалік Красної площі. Склад угруповання був не сталий, але зазвичай у ньому активно працювало близько 10 чоловік.
Нідерландські розвідники мали можливість, поміж іншим, спостерігати в реальному часі за атакою угруповання на Державний департамент США та на Демократичну партію США.
Доступ до інформаційних систем угруповання згодом було втрачено.

## Відомі кібератаки

### Втручання у вибори Президента США (2016)
В червні 2016 року було виявлено несанкційоване втручання угруповання APT29/Cozy Bear в інформаційні системи Національного комітету Демократичної партії США. Водночас, у тих же інформаційних системах, було виявлено втручання іншого російського угруповання типу сталої загрози APT28/Fancy Bear. Хоча обидва угруповання потрапляли до інформаційних систем Національного комітету майже одночасно, діяли вони незалежно одне від одного, намагаючись викрасти ті самі паролі тощо.
Фахівці фірми CrowdStrike дійшли висновку, що угруповання Cozy Bear мало несанкційований доступ до комп'ютерних мереж Комітету протягом року, а угруповання APT28/Fancy Bear отримало його лише за кілька тижнів перед тим. Дещо витонченіші методи роботи угруповання Cozy Bear та більший інтерес у довготривалому шпигунстві давали підстави припустити, що угруповання працювало під управлінням іншої розвідувальної організації.

### Кібератака на азербайджанські медіа 20 лютого 2025
20 лютого 2025 року біля 10 години ранку здійснена кібератака на медіаресурси Global Media Group: Baku TV та портали новин країни, такі як  report.az, oxu.az, baku.ws, caliber.az и media.az. Хакери зіпсували домашні сторінки атакованих ними сайтів і розмістили логотип групи, що називає себе "Хусейніти" або "Азербайджанським ісламським рухом опору". Приводом для атаки стало рішення влади Азербайджану у лютому закрити "російський дім" у Баку через порушення законодавства, а також можливе закриття азербайджанської філії радіо Sputnik. Слідство, проведене азербайджанською владою, встановило, що APT29 причетна до цієї атаки.